# NGC 374
NGC 374是位于雙魚座的螺旋星系或透镜状星系。它于1861年10月7日由海因里希·路易·达雷发现。据估计，它距离银河系約2.32亿光年，直徑约75,000光年。